# Okba Lik
Okba Lik (arabe : عقبة ليك) est une série télévisée marocaine réalisée par Yassine Fennane, écrite par Pascal Jousse et diffusée en 2010, durant le mois du ramadan, sur la chaîne de télévision 2M.
La série suit le quotidien de jeunes casablancais travaillant dans une agence de communication. Okba Lik est à l'origine un téléfilm diffusé sur 2M durant le ramadan 2009, ayant eu un important succès avec 50 % de parts de marché. La série n'est pas une adaptation du téléfilm, mais une suite chronologique des événements du téléfilm initial.
La série met en scène Sanaa Akroud, ainsi que Amal Atrach, Dounia Boutazout, Fatima Zahra Bennacer et Tarik Boukhari.